# Забвение (танго)
Забвение (англ. Oblivion) — одно из самых популярных танго аргентинского композитора Астора Пьяццоллы.

## История создания
Танго Oblivion стало широко известно благодаря саундтреку к фильму итальянского режиссёра Марко Беллоккьо «Генрих IV, Безумный король» по пьесе Луиджи Пиранделло. Фильм вышел в 1984 году. Достаточно распространена версия, что танго Oblivion Астора Пьяццоллы было написано в 1982 году для камерного ансамбля, а в фильме только использовалось; согласно другой версии, танго создано именно для фильма. Стареющий итальянский аристократ после падения с лошади считает себя королём Германии Генрихом IV. Родственники, собравшиеся в его особняке, пытаются разобраться в случившемся и спровоцировать шок, который может помочь безумному человеку вернуться в прежнее — нормальное — состояние. Аристократ, которого сыграл в фильме Марчелло Мастроянни, сознательно (он только разыгрывает сумасшествие, скрывая тайну покушения на свою жизнь) пытается убежать от действительности и оградить свой внутренний мир от лживого и враждебного общества. Состояние главного героя является «внутренней эмиграцией». Тема «забвения» и мелодия, соответствующая ей, становится в сюжете ключевой и неоднократно проходит через фильм.
Небольшое произведение Пьяццоллы вскоре после выхода фильма было записано во многих версиях, в том числе для скрипки, трубы, кларнета, клезмер-квартета, гобоя с оркестром. Произведение было инструментальным, но поэт Жюльен Клер написал к нему французский стихотворный текст. Песня была записана многими известными певцами, в том числе итальянской певицей Мильвой.
В феврале 1993 года в Лос-Анджелесе Астор Пьяццолла был номинирован на премию «Грэмми» 1992 года за это произведение в категории «Лучшая инструментальная композиция».

## Состав исполнителей
На первом официальном диске, получившем название «Oblivion», произведение было представлено для бандонеона, тромбона, гобоя и гитары и камерного оркестра в четырёх версиях:
- А1 Oblivion (Bandoneon Solista, солировал сам композитор)
- А4 Oblivion (Trombone Solista)
- В1 Oblivion (Oboe E Orchestra)
- В4 Oblivion (Chitarra Solista)

Какую из этих версий композитор считал основной — неизвестно.

## Особенности произведения
Солирующий инструмент парит над прозрачным ритмичным и спокойным аккомпанементом (некоторые искусствоведы сравнивают его с хрупким стеклом), исполняя задумчивую печальную мелодию. Средний раздел предлагает контрастную тему, более экспрессивную и быструю. Это — одно из самых традиционных танго Пьяццоллы, менее джазовое, чем некоторые его другие широко распространенные композиции, которому свойственны гармоническая изысканность и светлая печаль.